# 메흐디 모스테파
메흐디 모스테파 스바아(아랍어: مهدي مصطفى سبع, Mehdi Mostefa Sbaa, 1983년 8월 30일, 프랑스 디종 ~)는 베지에에서 수비형 미드필더로 뛰는 알제리의 축구 선수이다.

## 개인사
모스테파는 프랑스 디종에서 알제리인 아버지와 프랑스인 어머니 사이에서 태어났다. 그의 아버지는 본래 알제리 렐리잔 주에 있는 마주나 출생이다.

## 클럽 경력
2011년 6월 6일, 모스테파는 리그 앙으로 승격한 아작시오와 2년 계약을 맺었다.

## 국가대표 경력
2010년 10월 30일, 압델하크 벤치카 감독에 의해 룩셈부르크 축구 국가대표팀과의 평가전에서 알제리 축구 국가대표팀에 소집되었다. 그는 선발로 출전하며, 데뷔전을 치렀고 69분에 교체되었다. 2011년 3월 26일, 모스테파는 2012년 아프리카 네이션스컵 예선 모로코 축구 국가대표팀과의 경기에서 공식 데뷔전을 치렀다. 그는 경기 전체를 소화했고, 경기는 알제리의 1-0 승리로 끝났다.